# ديفيد ماكولوغ
ديفيد جوب ماكولوغ (David Gaub McCullough) (/məˈkʌlə/؛ ولد في 7 من يوليو 1933م) هو كاتب وروائي ومؤرخ ومحاضر أمريكي. حصل ماكولوغ على جائزة بوليتزر وجائزة الكتاب القومية (National Book Award) مرتين، كما حصل أيضًا على وسام الحرية الرئاسي، والذي يعد أكبر جائزة مدنية في الولايات المتحدة.
وُلد ماكولوغ وتربى في بيتسبرغ، وحصل على شهادة جامعة ييل في الأدب الإنجليزي. أصدر ماكولوغ كتابه الأول عام 1968م، بعنوان فيضان جونزتاون (The Johnstown Flood)، ومنذ ذلك الحين تميز ماكولوغ في ذلك النوع من الكتابات، وكتب ثمانية كتب أخرى في موضوعات مشابهة، مثل هاري ترومان (Harry S. Truman) وجون آدامز (John Adams) وجسر بروكلين (Brooklyn Bridge). كما روى ماكولوغ العديد من الأفلام الوثائقية، بالإضافة إلى فيلمسيبيسكت (Seabiscuit) في عام 2003، إلى جانب تقديمه برنامج تجربة أمريكية (American Experience) لمدة 12 عامًا. حولت شركة هوم بكس أوفيس (HBO) كتابي ماكولوغ الحاصلين على جائزة بوليتزر؛ ترومان وجون آدامز إلى فيلم تلفزيوني ومسلسل قصير. كما صدر كتاب ماكولوغ؛ الرحلة الأعظم (The Greater Journey) في 24 من مايو 2011م، وهو يحكي عن الأمريكيين الذين عاشوا في باريس من ثلاثينيات القرن التاسع عشر الميلادي إلى بدايات القرن العشرين الميلادي.

## وصلات خارجية
- ديفيد ماكولوغ على موقع IMDb (الإنجليزية)
- ديفيد ماكولوغ على موقع الموسوعة البريطانية (الإنجليزية)
- ديفيد ماكولوغ على موقع ميوزك برينز (الإنجليزية)
- ديفيد ماكولوغ على موقع إن إن دي بي (الإنجليزية)
- ديفيد ماكولوغ على موقع ديسكوغز (الإنجليزية)
- ديفيد ماكولوغ على موقع قاعدة بيانات الفيلم (الإنجليزية)